# Воинка (приток Колочи)
Воинка (Во́йна) — река в Московской области России, левый приток реки Колочи.
Берёт начало в 2 км от станции Уваровка Белорусской железной дороги, устье — у деревни Бородино. На реке стоят деревни Горячкино, Красноиншино, Романцево, Беззубово.
Длина — 20 км, площадь бассейна — 66,9 км². Равнинного типа. Питание преимущественно снеговое. Воинка замерзает в ноябре — начале декабря, вскрывается в конце марта — апреле.
По берегам реки растут густые елово-берёзовые леса, представляющие интерес для туристов. В одном километре к югу от села Бородино находится Бородинский военно-исторический музей-заповедник.

## Данные водного реестра
По данным государственного водного реестра России и геоинформационной системы водохозяйственного районирования территории РФ, подготовленной Федеральным агентством водных ресурсов:
- Бассейновый округ — Окский
- Речной бассейн — Ока
- Речной подбассейн — Бассейны притоков Оки до впадения реки Мокши
- Водохозяйственный участок — Москва от истока до Можайского гидроузла